# Maria Falconetti

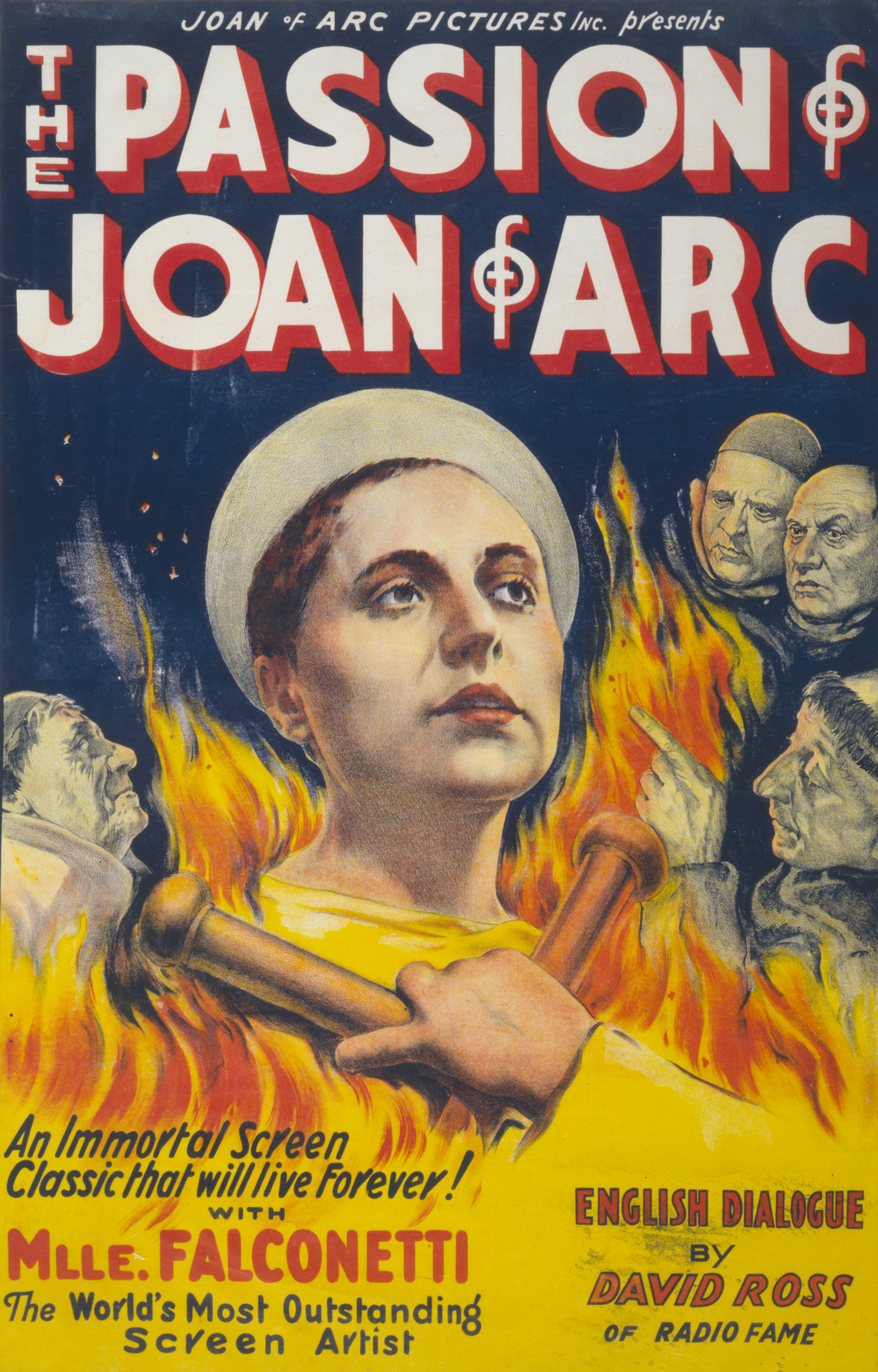
Maria Falconetti

Maria Falconetti, Renée Maria Falconetti, född 22 juli 1892 i Sermano, Korsika, död 12 december 1946 i Buenos Aires, Argentina, var en fransk skådespelerska. Hon är mest känd för sin roll som Jeanne d'Arc i filmen En kvinnas martyrium från 1928. 

## Biografi
Falconetti arbetade som scenskådespelerska i många år, och på scenen var hon känd för sina komiska roller. Men mest känd är hon för filmen En kvinnas martyrium, som är hennes tyngsta roll.

## Filmografi
- 1917 - Le clown
- 1917 - La comtesse de Somerive
- 1928 - En kvinnas martyrium